# Būr Kheyl-e Araţeh
Būr Kheyl-e Araţeh (persiska: بور خيل ارطه, Būr Kheyl, بور خِيل) är en ort i Iran.   Den ligger i provinsen Mazandaran, i den norra delen av landet, 160 km nordost om huvudstaden Teheran. Būr Kheyl-e Araţeh ligger 25 meter över havet och antalet invånare är 898.
Terrängen runt Būr Kheyl-e Araţeh är platt åt nordväst, men åt sydost är den kuperad. Runt Būr Kheyl-e Araţeh är det ganska glesbefolkat, med 36 invånare per kvadratkilometer. Närmaste större samhälle är Sari, 13,5 km nordost om Būr Kheyl-e Araţeh. Trakten runt Būr Kheyl-e Araţeh består till största delen av jordbruksmark.